# 1960年ローマオリンピックのベネズエラ選手団
1960年ローマオリンピックのベネズエラ選手団（1960ねんローマオリンピックのベネズエラせんしゅだん）は、1960年8月25日から9月11日にかけてイタリアの首都ローマで開催された1960年ローマオリンピックのベネズエラ選手団、およびその競技結果。

## メダル
| メダル   | 選手            | 競技 | 種目            |
| -------- | --------------- | ---- | --------------- |
| 銅メダル | Enrico Forcella | 射撃 | 50mライフル伏射 |